# D40 (Gers)
De D40 is een 94,6 km lange departementale weg, die in het Franse departement Gers (regio Occitanie) van noord naar zuid loopt. Tussen Mauvezin en Aubiet heeft de weg het nummer D928.

## Loop van de D40
De D40 komt in het noorden van de D3E even ten noorden van Peyrecave. In het zuiden gaat de weg even ten zuiden van Mont-d'Astarac over in de D21.